# Oina
La oina è uno sport di squadra tradizionale della Romania.

## Regolamento
Questa disciplina risale almeno al 1364 secondo fonti documentate che descrivono il gioco praticato all'epoca prevalentemente da pastori della Valacchia. Il regolamento ha subìto varie modifiche ma ha conservato le originarie regole principali che si possono paragonare a quelle del baseball e per certi aspetti allo tsan praticato in Valle d'Aosta (dove però non esiste il concetto di basi da conquistare). I campionati nazionali di oina si disputano in Romania e Moldavia.